# Алі Аміні
Алі Аміні (перс. علی امینی; 12 вересня 1905 — 12 грудня 1992) — іранський державний і політичний діяч, прем'єр-міністр країни від травня 1961 до липня 1962 року.

## Життєпис
Народився в Тегерані у впливовій родині. Його дідом був Мозаффар ед-Дін-шах. Вивчав право та економіку у французьких вишах у Греноблі й Парижі. Після повернення на батьківщину вступив на службу до міністерства юстиції, а потім — до міністерства економіки. Від 1956 до 1958 року був послом Ірану у США.
5 травня 1961 року очолив уряд Ірану. На посаді прем'єр-міністра почав проводити першу в історії країни аграрну реформу, що вкрай негативно сприйняли шиїтські релігійні діячі та землевласники. На початку 1962 року президент Франції Шарль де Голль нагородив його орденом Почесного легіону. У липні того ж року вийшов у відставку з посту глави уряду.
1979 року після Ісламської революції Алі Аміні з родиною переїхав жити до Франції. 1982 року став координатором Фронту визволення Ірану, що виступав за відродження монархії.